# Imma viola
Imma viola är en fjärilsart som beskrevs av Arnold Pagenstecher 1886. Imma viola ingår i släktet Imma och familjen Immidae. Inga underarter finns listade i Catalogue of Life.